# Indrawarman I
Indrawarman I (ur. ?, zm. 889 lub 899) – król Kambodży. Panował w latach 877–889/899. Przejął tron po swoim kuzynie Dżajawarmanie III.  

## Życiorys
Starał się rozszerzać zasięg swojego imperium drogą pokojową. Za jego panowania przyspieszono rozbudowę infrastruktury imperium, rozwinął się handel i rolnictwo. Przeniósł stolicę do Roulos. 
W 879 r. zbudował świątynię Preah Ko w nowej stolicy – Roulos, niedaleko obecnej Phumi Rôluos, co jest uznawane za początek nowej ery w architekturze khmerskiej. Za jego panowania zaczęto budować wielkie sztuczne jeziora jako rezerwuary wody, a także rozbudowano system irygacyjny. Zbudował miasto Hariharalaja wraz z pierwszym znanym dużym, sztucznym zbiornikiem wody – Indrataką – szerokim na 800 metrów i długim na 4 km. W 881 r. zbudował Bakong – świątynię w kształcie piramidy.
Jego następcą był Jaszowarman I.